# Théo van Rysselberghe

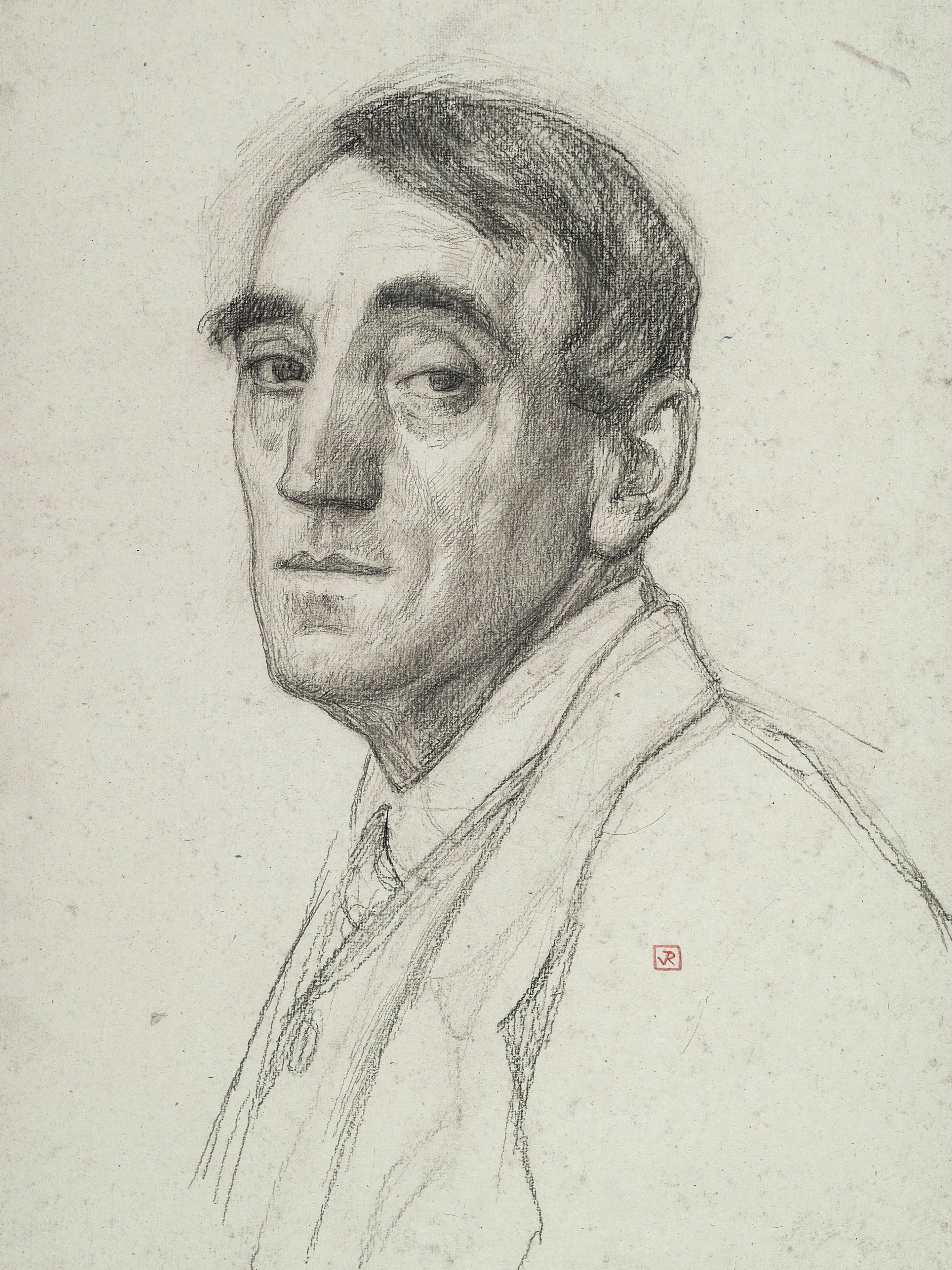
Théo van Rysselberghe, Selbstbildnis, 1916

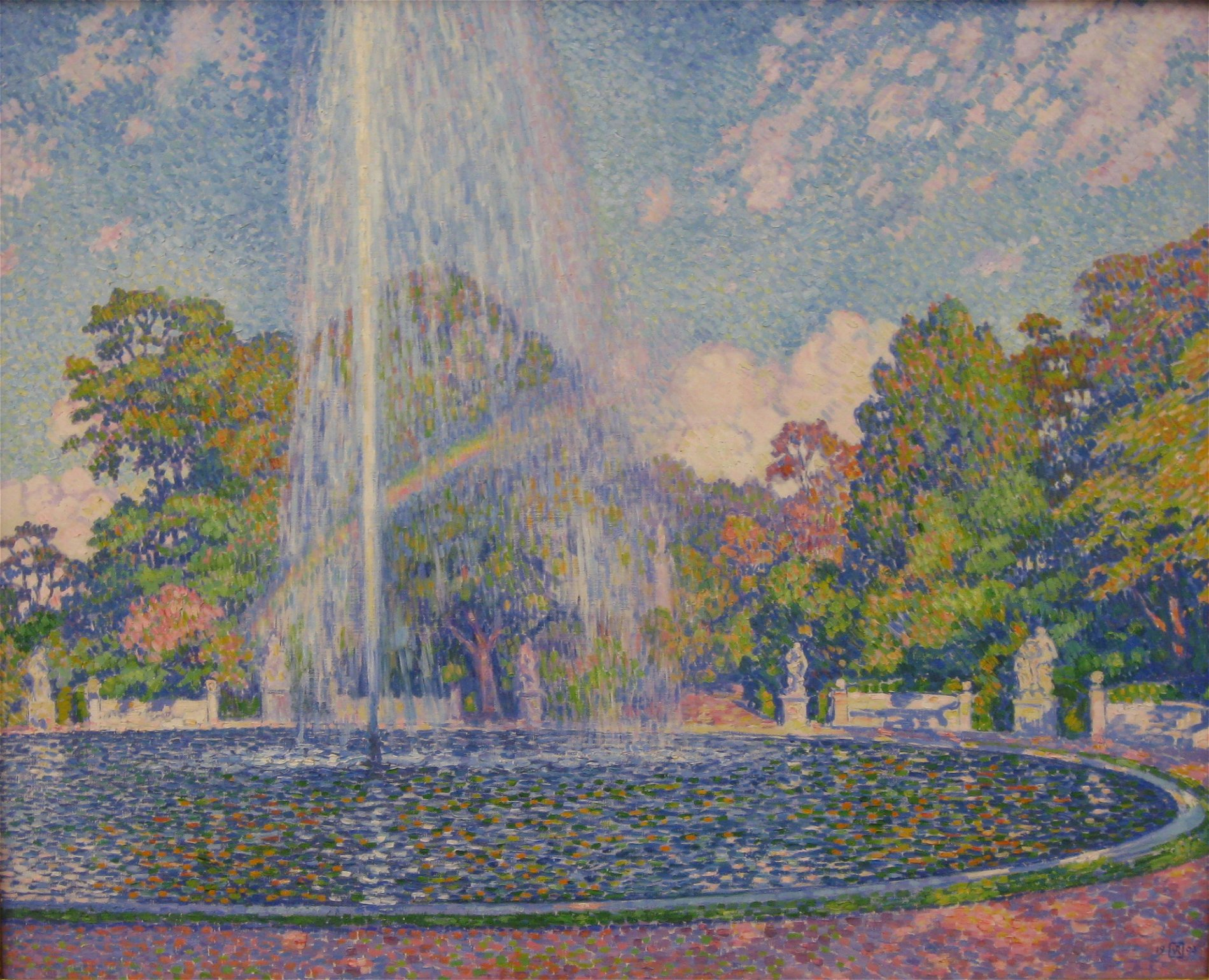
Springbrunnen im Park Sanssouci in Potsdam, 1903, Neue Pinakothek München

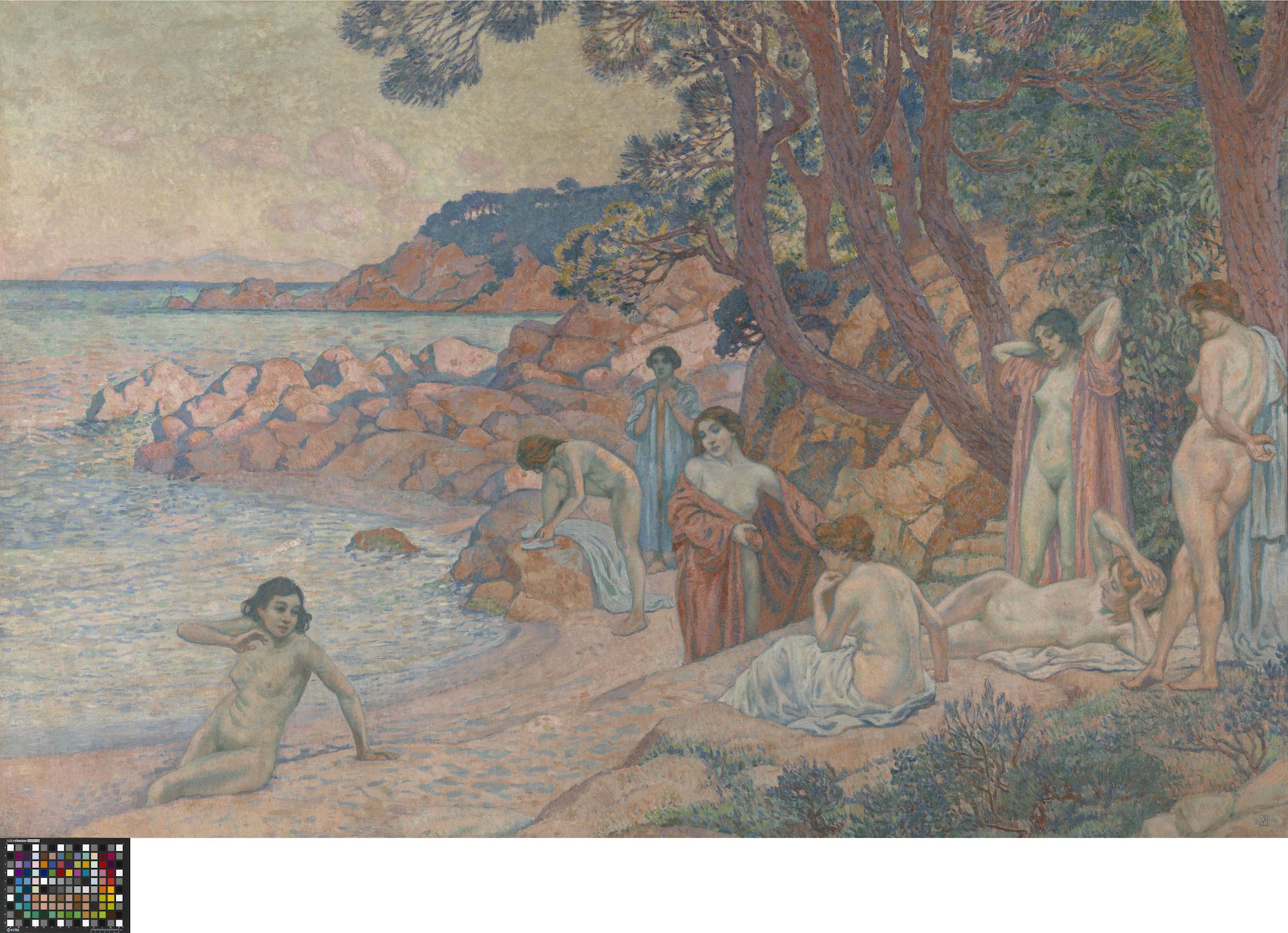
Bathers at Cap Bénat, Museum van Deinze en de Leiestreek

Théo van Rysselberghe (* 23. November 1862 in Gent; † 13. Dezember 1926 in Saint-Clair bei Le Lavandou, Frankreich) eigentlich Théophile van Rysselberghe, war der wohl bedeutendste flämische Maler des Pointillismus.

## Leben
Sein älterer Bruder ist der flämische Architekt Octave van Rysselberghe. Gemeinsam mit dem zwei Jahre älteren James Ensor studierte Théo van Rysselberghe an der Akademie von Brüssel Malerei. Einer seiner Lehrer dort war Jean-François Portaels. Seine ersten Werke, die 1881 auf dem Salon von Brüssel in der Öffentlichkeit erschienen, lassen intensive Anregungen von Édouard Manet und Edgar Degas erkennen. Im Jahr darauf unternahm er eine ausgedehnte Reise nach Spanien und Marokko. Auf dieser Reise entstanden eine Reihe von Bildern mit exotischem Flair, die er 1883 der Öffentlichkeit vorstellte.
1883 wurde er einer der Gründungsmitglieder der Société des Vingt (Gruppe der XX), einer Gruppe avantgardistischer Künstler, die sich für den künstlerischen Austausch zwischen Frankreich und Belgien einsetzte.
Er war verheiratet mit Maria van Rysselberghe (1866–1959), der Ehe entstammte die Tochter Elisabeth (1890–1980). Maria (auch: Marie) wurde bekannt als eine enge geistige Vertraute von André Gide; in den Pariser und Colpacher Literatenzirkeln war sie bekannt als „die kleine Dame“ (la petite dame).

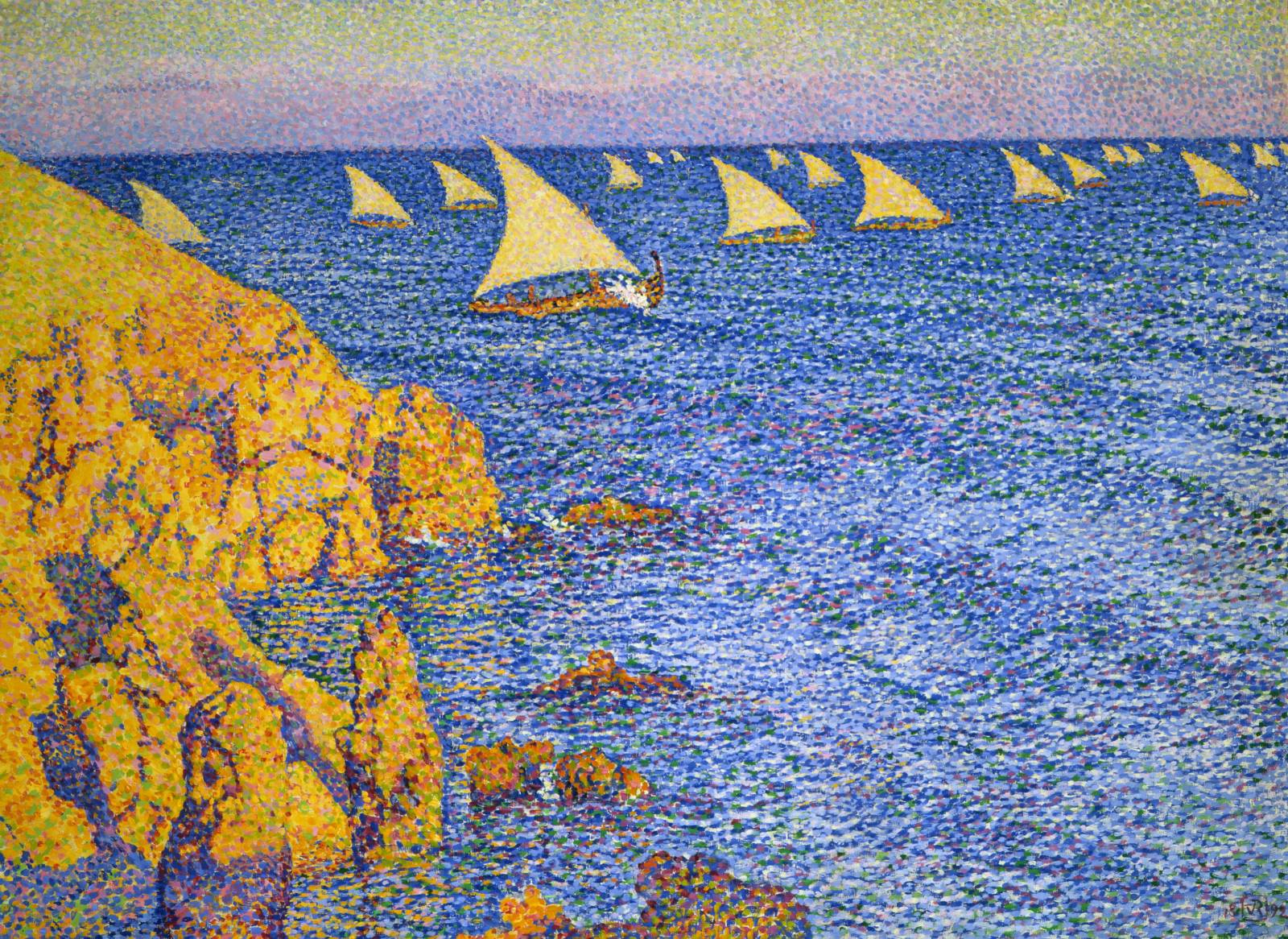
La Régate (Die Regata), 1892. Privatsammlung

Auf einer Reise nach Paris lernte er Georges Seurat und dessen pointillistische Maltechnik kennen. Besonders Seurats sehr bekanntes Bild Ein Sonntagnachmittag auf der Insel La Grande Jatte (französisch Un dimanche après-midi à l’Île de la Grande Jatte) übte eine starke Faszination auf ihn aus. Er machte sich selbst diese Maltechnik zu eigen und blieb ihr von 1890 bis 1910 treu. Neben der Malerei übte er auch die Bildhauerei und die grafische Kunst aus. Ferner werden seine Plakatentwürfe aus dieser Zeit z. B. für die Compagnie Internationale des Wagons-Lits noch heute (2011) geschätzt.
An Ostern 1893 besuchte er zusammen mit seiner Frau und Émile Verhaeren, Alfred William Finch sowie Maria Sèthe, die eine Schülerin von ihm war, seinen Freund Henry van de Velde. Ein Jahr später heiratete Maria Sèthe und van de Velde.

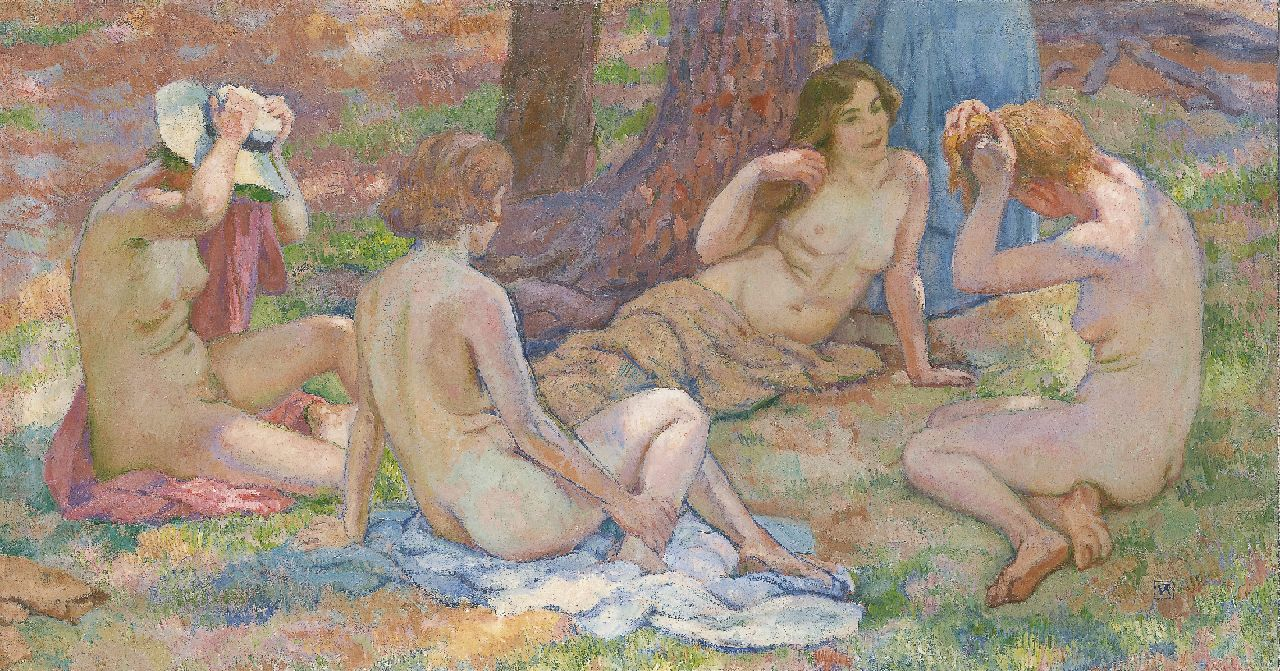
Badende, um 1926

1897 verlegte er seinen Wohnsitz nach Paris. Nach dem Tode seines Freundes und Vorbilds Georges Seurat wandte er sich schrittweise vom Pointillismus ab. 1910 zog er an die französische Mittelmeerküste um. In seinen späten Jahren malte er eine Reihe farbenfroher weiblicher Aktbilder, die eine lebhafte, fröhliche Stimmung ausstrahlen.
1924 wurde er als assoziiertes Mitglied in die Königliche Akademie von Belgien aufgenommen.

## Ausstellungen
- 1993: Théo van Rysselberghe – Neo-Impressionist, Gent, Belgien
- 2006: Théo van Rysselberghe, Palais des Beaux-Arts, Brüssel, Belgien und Gemeentemuseum, Den Haag, Niederlande